# Jean-Henri Lambert
Pour les articles homonymes, voir Lambert.
Jean-Henri Lambert (Johann Heinrich Lambert en allemand et en anglais), né le 26 août 1728 à Mulhouse et mort le 25 septembre 1777 à Berlin, est un mathématicien et philosophe. Il s'est illustré en mathématiques pures (il a démontré que le nombre π n'est pas rationnel) et en mathématiques appliquées.

## Biographie
Jean-Henri Lambert est considéré comme un Mulhousien, puisque Mulhouse est alors une cité-État ; un Alsacien, puisque Mulhouse est en Alsace ; un Suisse, puisque Mulhouse était une république alliée de la Confédération des XIII cantons (cela permit à Mulhouse d'éviter les malheurs de la guerre de Trente Ans) ; et un « Allemand », puisqu'il publia beaucoup de ses écrits dans cette langue (il a aussi écrit en français et en latin) et que l'académie qui le reconnut était allemande.
Son père est tailleur et sa famille, une famille huguenote appauvrie originaire de Wallonie et réfugiée à Mulhouse depuis un siècle pour des raisons religieuses, compte sept enfants.
Jean-Henri quitte l'école à douze ans pour aider sa famille, mais le soir, il continue à étudier les sciences. Il observe la comète à six queues de 1744 extraordinairement brillante. Elle est alors l’origine de sa vocation en cosmologie ; à quinze ans, il est commis dans une fonderie du Sundgau (1744-1746) où il vit sa première initiation technologique et « pyrométrique » ; il est ensuite secrétaire de Johann Rudolf Iselin, directeur d'un journal bâlois, la Basler Zeitung. Il en profite pour étudier les mathématiques, la philosophie et l'astronomie. En 1748, Iselin le recommande comme tuteur des fils du deuxième comte de Salis (en) à Coire en Suisse. Il tire profit de la bibliothèque du comte et s'initie à la recherche mathématique.
Un voyage d'études (1756–1758) en compagnie de ses élèves lui fait visiter les principaux centres intellectuels de l'Europe et nouer des contacts avec de nombreux savants. La communauté scientifique le remarque. Il publie ses premiers travaux en 1755. Après quelques voyages, il s'établit à Augsbourg en 1759 où il publie notamment Photometria (1760). En 1764, il est invité à Berlin par Euler. Ayant finalement trouvé la sécurité financière, protégé de Frédéric II, il multiplie les travaux jusqu'à sa mort précoce à 49 ans.
Lambert était membre de l'Académie royale des sciences de Berlin.

## Mathématiques fondamentales

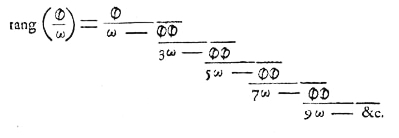
Fraction continue généralisée dans le Mémoire sur quelques propriétés remarquables…

Les travaux de Lambert en théorie de la cartographie préparent l’étude des transformations conformes (le plan d'Argand et les nombres complexes de Gauss sont postérieurs de 30 ans).
Lambert démontre l’irrationalité de π dans un mémoire lu à l'académie de Berlin en 1767 :
- « Mémoire sur quelques propriétés remarquables des quantités transcendentes [sic] circulaires et logarithmiques », Histoire de l’Académie royale des sciences et belles-lettres, Berlin, vol. XVII,‎ 1761, p. 265-322 :
  - Numérisation BibNum, commentaire d'Alain Juhel
  - Numérisation de la bibliothèque de la Berlin-Branderburgische Akademie der Wissenschaften[note 2]

Lambert introduit les fonctions hyperboliques (Vincenzo Riccati fait de même en Italie de façon indépendante).
Il introduit également la fonction appelée actuellement fonction W de Lambert, dans le cadre de la résolution d'équations telles que {\displaystyle x+e^{x}=a}.
Ses travaux sur les tracés à la règle et au compas le conduisent à discuter du célèbre cinquième postulat d’Euclide sur les parallèles (1786).

## Mathématiques appliquées et instruments

### Cartographie

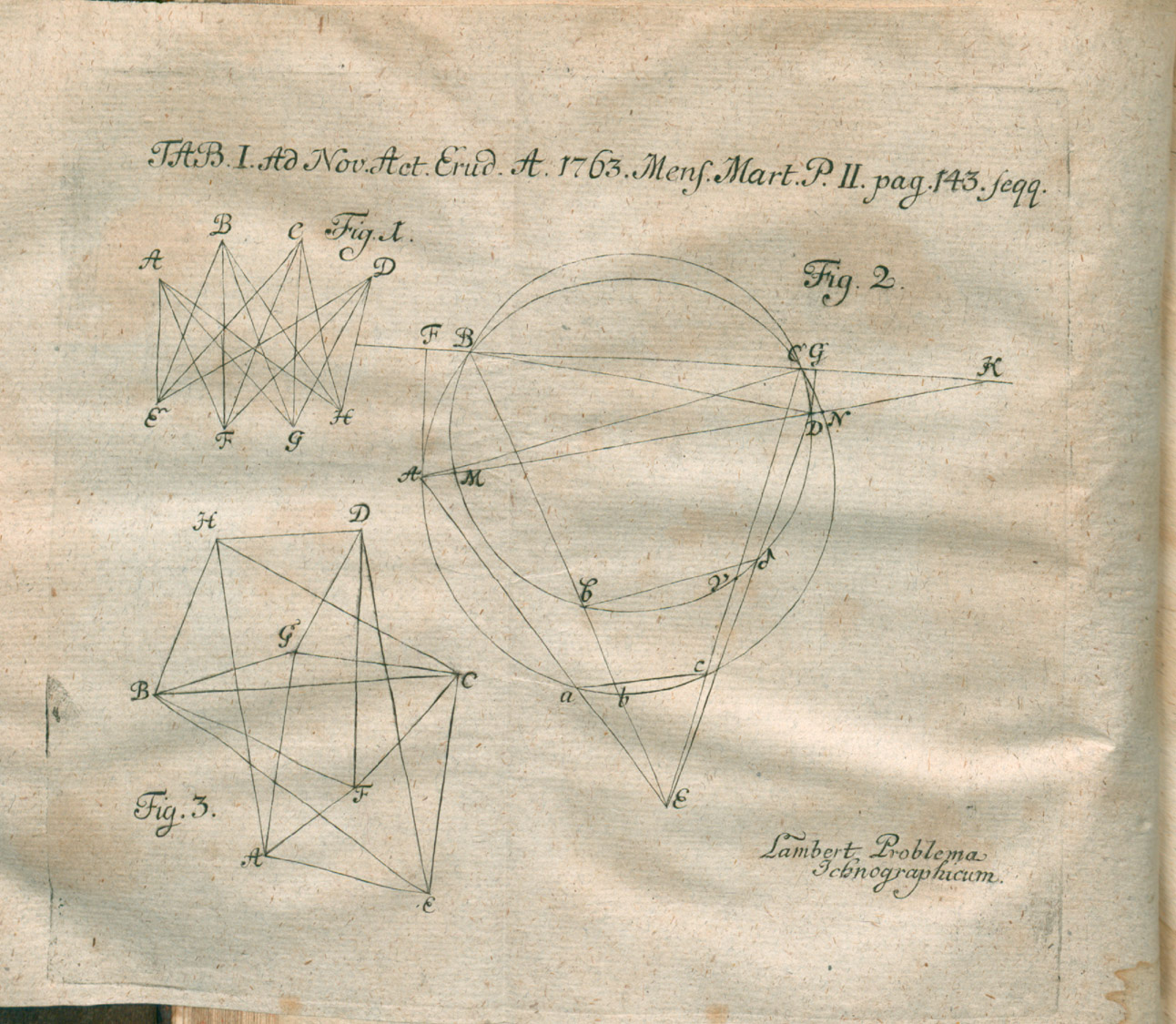
Illustration à De ichnographica campi publiée sur les Acta Eruditorum, 1763

Lambert a inventé plusieurs systèmes de projection cartographique (sept en tout). Deux sont toujours utilisés :
- la projection azimutale équivalente de Lambert (utilisée par exemple par l'Atlas national des États-Unis ou l'Agence européenne pour l'environnement) ;
- la projection conique conforme de Lambert (utilisée dans les cartes françaises, avec les « Lambert zone », le « Lambert 93 », ou les « Coniques conformes 9 zones »).

### Photométrie, perspective

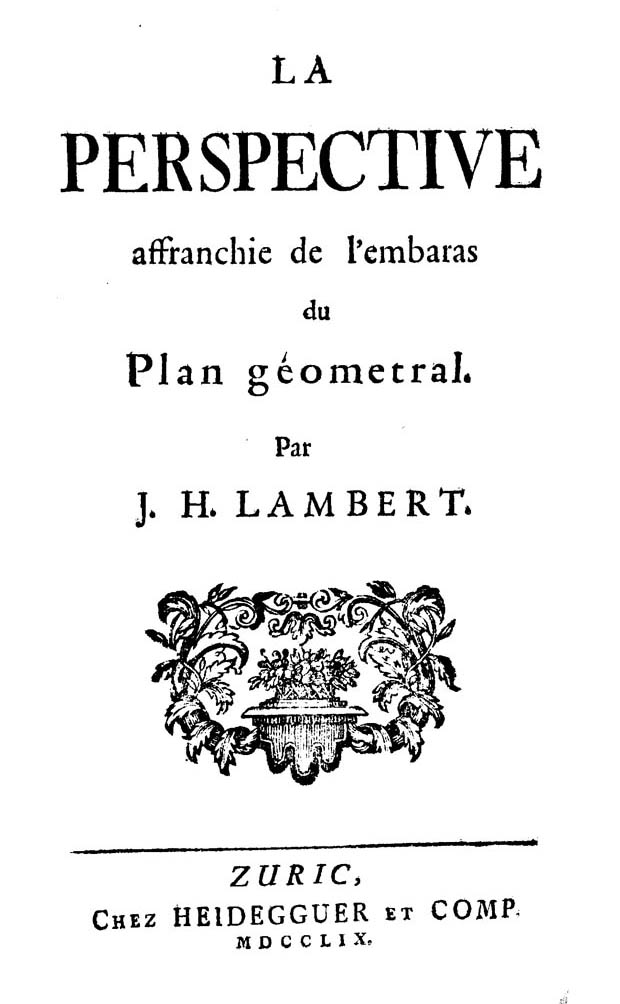
La perspective affranchie de l'embarras du plan géometral, 1759

Son Traité de perspective précède les travaux de Monge (poursuivis par son élève Poncelet). Il crée un perspectographe qui porte son nom :
Die freye Perspective, oder Anweisung, jeden perspektivischen Aufriß von freyen Stücken und ohne Grundriß zu verfertigen sur Google Livres, Zurich, Heidegger, 1759. La perspective affranchie de l'embarras du plan géometral [sic], Zuric [sic], 1759 (numérisation e-rara). Réédition, en allemand, de 1774 (numérisation e-rara)
Préoccupé par la représentation de la profondeur en peinture et la représentation de la transparence de l’air, il énonce en 1760 (trente ans après Pierre Bouguer) la loi dite de Beer-Lambert en photométrie. Il est considéré comme l'un des créateurs de la photométrie (le lambert est une unité de luminance).

### Astronomie
Retrouvant les résultats d’Euler sur les trajectoires paraboliques (d’énergie nulle) des comètes, il les prolonge par le théorème de Lambert sur les orbites elliptiques (trois positions datées permettent de déterminer le mouvement képlérien d’un satellite) (1761). On lui doit de nombreux articles de trigonométrie sphérique (1770), mais sans que la notion d’angle solide soit encore clairement définie.
En 1773, Lambert calcule les coordonnées orbitales de Neith, un satellite de Vénus dont l'observation avait été validée par la communauté astronomique, mais dont on sait depuis la fin du XIXe siècle qu'il n'existe pas.
En cosmologie, au milieu du XVIIIe siècle, quatre noms sont attachés à des hypothèses semblables de l'évolution de l'univers (en gros, l'hypothèse de la nébuleuse primitive) : ceux d'Emanuel Swedenborg (1734), de Thomas Wright (1750), d'Emmanuel Kant (1755) et de Lambert (1761) (on peut ajouter le nom de Pierre-Simon de Laplace (1796)) : Cosmologische Briefe über die Einrichtung des Weltbaues, Augsburg, 1761 (numérisation e-rara)

### Hygromètre
Lambert, après de nombreuses observations, a inventé un hygromètre.

## Logique
Jean-Henri Lambert a joué un rôle précurseur dans la logique symbolique.
Dans ses Six essais d'un art des signes, texte situé dans l'histoire de la logique à mi-chemin entre Leibniz et Frege, écrit entre 1753 et 1756 (publié à titre posthume par Jean III Bernoulli), Lambert tente de construire une logique symbolique. Gilles Gaston Granger estime que c'est « partiellement un échec. ».
Il est également l'auteur d'un traité de logique qu'il appela Neues Organon (en français Nouvel Organon), rédigé entre 1762 et 1763, publié la première fois à Leipzig en 1764. La plus récente édition de cet ouvrage, nommé d'après l'Organon d'Aristote, a été publiée par l'Akademie-Verlag de Berlin en 1990. C'est dans cet ouvrage que l'on voit la première apparition du terme phénoménologie. On y trouve une présentation pédagogique des différentes sortes de syllogisme. Dans A System of Logic Ratiocinative and Inductive, John Stuart Mill exprime son admiration pour Lambert.

## Philosophie
(novembre 2015).
Si l’on met à part ses Lettres cosmologiques (1761) qui concernent ses conceptions astrophysiques, Lambert n’a publié de son vivant que deux œuvres philosophiques, le Nouvel Organon (1764) et le Plan pour l’architectonique ou théorie du simple et de l’élémentaire dans la connaissance philosophique et mathématique (1771), ainsi que quelques articles dans l’Histoire de l’Académie royale des Sciences et des Belles-Lettres de Berlin. Il laisse après sa mort un grand nombre d’écrits philosophiques dont certains seront publiés en deux tomes (1782, 1787) par Johann Bernoulli. Sa Correspondance sera éditée par le même Bernoulli en 1782 (on trouvera notamment dans ce volume sa correspondance avec Kant). Il faut ajouter à cela aussi plusieurs recensions que Lambert publia dans diverses revues savantes. Nous disposons aujourd’hui d’une édition complète des œuvres philosophiques (Philosophische Schriften) de Lambert chez G. Olms en 10 volumes.
Le projet de Lambert est de constituer une philosophie scientifique conformément à l’idéal mathématique de la physique newtonienne. Son entreprise apparaît comme la synthèse originale de deux tendances opposées : le rationalisme de Christian Wolff et la doctrine empiriste de John Locke. Ses premiers travaux portent sur l’élaboration d’un characteristica universalis et sur la recherche d’un critère de vérité dans les sciences.
Le Nouvel Organon expose la méthodologie des sciences a priori et comprend quatre parties : 
1. la Dianoiologie ou « doctrine des lois auxquelles l’entendement se conforme en pensée et par lesquelles sont déterminées les voies qu’il doit emprunter pour avancer progressivement de vérité en vérité. »[16] ;
2. l’Aléthiologie ou « doctrine de la vérité » ;
3. la Sémiotique ou « doctrine de la désignation des pensées et des choses »[17] ;
4. la Phénoménologie ou « doctrine de l’apparence ».

Il écrit : « Ces quatre sciences font nécessairement partie d’un seul et même tout. En effet, si nous négligeons l’une d’entre elles, il nous manque alors quelque chose pour s’assurer que la vérité a bien été trouvée. ».
Le Plan pour l’architectonique expose la doctrine des fondements métaphysiques (Grundlehre) qui doit donc être considérée comme la science « première », dans la mesure où elle contient la théorie des concepts simples et élémentaires qui sont au fondement de toute connaissance philosophique et mathématique.
L’ouvrage, en deux tomes, comprend 33 sections et est divisé en quatre parties : 
1. Fondation générale pour la Grundlehre ;
2. L’idéal de la Grundlehre ;
3. Le réel de la Grundlehre ;
4. Les grandeurs.

Kant, avec qui Lambert avait commencé à correspondre en 1765, projetait de lui dédier la Critique de la raison pure ; mais la mort de Lambert intervint avant la parution.
Il n'existe actuellement en français aucune étude d'ensemble de l'œuvre philosophique de Lambert. L'exposé qui suit résume dans ses grandes lignes la présentation qu'en a fait Otto Baensch dans Johann Heinrich Lamberts Philosophie und seine Stellung zu Kant (1902).

### La doctrine des lois universelles de la pensée
La logique, que Lambert appelle Dianoiologie, est la doctrine des lois universelles de la pensée. Ce sont elles qui déterminent la « forme » de notre connaissance, abstraction faite de la matière. Dès lors, la Dianoiologie se divise en deux parties : la doctrine des formes de la connaissance et la doctrine des méthodes universelles.

#### La doctrine des formes de la connaissance
La science des formes logiques de la pensée se divise en trois parties, qui correspondent aux trois niveaux d’organisation de la pensée : concepts, jugements, raisonnements.
- « Le concept est la représentation d’une chose en pensée. »[19]. Il peut être défini ou bien par le dénombrement de ses caractères internes ou bien par différenciation avec d’autres concepts.
- La forme de la liaison entre concepts est le « jugement ». Lambert complète la doctrine du jugement par une théorie originale des « tâches » (Aufgaben) et des « problèmes » (Fragen)[20].
- La forme de la liaison entre proposition est le « raisonnement ». Dans la doctrine du raisonnement Lambert propose une schématisation du syllogisme au moyen de lignes (qui remplace les cercles de Euler)[21].

#### La méthodologie
C’est au moyen du raisonnement que nous pouvons passer d’une connaissance à une autre. Cela se fait de deux manières :
- Ou bien on part de propositions déjà connues (prémisses) qui sont reliées entre elles et on déduit de celles-ci de nouvelles propositions : c’est la méthode « synthétique »[22].
- Ou bien nous cherchons à identifier à partir d’une proposition la prémisse (inconnue) à partir de laquelle celle-ci peut être déduite selon les règles du syllogisme : c’est la méthode « analytique »[23].

Lambert affirme qu’il existe une méthode « intermédiaire » : on pose la conclusion que l’on veut déduire en la laissant indéterminée et on abandonne ensuite à la méthode synthétique le soin de trouver les prémisses (parmi les propositions connues) qui sont nécessaires à sa déduction. Concernant la liaison des « problèmes » et des « tâches », on doit prêter attention à la caractérisation des éléments donnés et recherchés.

#### Passage de la forme à la matière de la connaissance
Les lois de la pensée déterminent seulement la « forme » de la connaissance mais présupposent la « matière » comme condition. On doit donc s’assurer que ce par quoi on commence est vrai, sans quoi on est conduit d’erreur en erreur.
La forme de la connaissance énonce un principe de vérité (bien que négatif) : le principe de non-contradiction. Ce principe concerne uniquement la forme de la connaissance : deux propositions contraires ne peuvent être également vraies ; mais il ne nous dit pas laquelle des deux est vraie, il nous manque un « critère » pour déterminer la vérité matérielle de la connaissance.
L’activité formelle de penser (par laquelle une contradiction est possible) consister à combiner et ordonner des concepts. Il s’ensuit que les concepts « absolument simples » ne dépendent pas de cette activité formelle et ne contiennent en eux-mêmes aucune contradiction : ce sont donc par eux que doit commencer toute notre connaissance.

### La doctrine de la connaissancea priori

#### Pensabilité et expérience
Les concepts élémentaires (Grundbegriffe) sont des concepts absolument simples, qui ne contiennent en eux-mêmes rien de contradictoire. « La simple représentation d’un concept simple constitue sa possibilité et celle-ci s’impose à nous en même temps que sa représentation. ». Un concept dont la possibilité est évidente est « pensable » et cette « pensabilité » (Denkbarkeit) constitue le caractère de sa possibilité. La pensabilité immédiate des concepts simples est donc la base sur laquelle repose tout le contenu de la connaissance : elle est donc le principe « matériel » de la pensée. Quant aux concepts composés, leur possibilité dépend à la fois de la pensabilité des concepts simples et de la possibilité de les combiner entre eux sans contradiction (pensabilité des relations).
Pour Lambert toute notre connaissance provient de l’expérience : « la connaissance humaine en général et celle de chaque homme en particulier commence avec les sens et l’expérience. » et « les premières voies par lesquelles nous parvenons aux concepts sont les sensations. ». Les concepts simples ont donc une origine empirique. Tout concept tiré de l’expérience est pensable en soi.
Toutefois l’expérience n’est jamais que l’occasion (Anlass) par laquelle nous prenons conscience des concepts élémentaires. Ainsi ces derniers peuvent être considérés a priori parce que la raison de leur possibilité est quant à elle indépendante de l’expérience puisqu’elle consiste dans leur pensabilité. Un concept a priori a une origine empirique mais son fondement doit être recherché dans les lois fondamentales de la pensée. Rien n’empêche en ce sens de supposer que ces concepts étaient déjà là dans l’âme avant que nous n’en prenions conscience par l’intermédiaire de l’expérience.

#### Les concepts élémentaires simples
Les sciences qui se constituent indépendamment de l’expérience à partir de concepts élémentaires sont des sciences a priori. Le privilège de la connaissance scientifique est de se constituer indépendamment de l'expérience et ainsi de pouvoir s'étendre au-delà de la simple observation des faits.
Il est donc nécessaire de déterminer les propriétés des concepts élémentaires pour les identifier : on ne peut distinguer en eux aucun caractère interne puisqu’ils ne sont pas composés (mais ce qu’ils représentent peut varier en degrés et intensités). Ils ne sont pas contradictoires entre eux puisqu’ils n’ont rien en commun par quoi ils peuvent être comparés. Ils ne peuvent pas être définis sans tomber dans un cercle logique.
Partant de là, il est possible d’identifier parmi nos concepts ceux qui sont élémentaires. Ils ne peuvent être déduits systématiquement ; ils doivent être recherchés méthodiquement dans la connaissance a posteriori. Lambert indique deux méthodes : l’analyse logique des concepts (la voie wolffienne) et l’anatomie (empirique) des idées (la voie lockéenne). Dans un cas comme dans l’autre, il n’est pas possible de les dénombrer a priori. Cette manière rhapsodique de procéder constitue l'un point faible du système de Lambert.

#### La composition des concepts élémentaires
Le projet de Lambert est d’établir un plan (Anlage) à partir duquel nous pourrons construire le système (Lehrgebäude) des sciences a priori. Pour cela il faut partir des concepts élémentaires et simples qui doivent ensuite être combinés entre eux afin de former des concepts plus complexes dont nous pourrons tirer les premiers principes de la connaissance a priori. Lambert choisit huit concepts fondamentaux (solidité, existence, durée, étendue, force, mobilité, unité, identité) qu’il organise dans une « table de combinaisons » (voir ci-contre).
La première colonne verticale énonce les différents concepts fondamentaux ; la dernière colonne horizontale énonce les différentes sciences a priori qui résultent de leurs combinaisons (avec le paragraphe correspondant dans l’Architectonique) ; les cases dans le tableau indiquent le type de combinaison possible entre ces concepts fondamentaux.
Pour Lambert, l’axiomatique euclidienne constitue le modèle des sciences a priori. Chaque science doit pouvoir se ramener à un certain nombre de principes simples (définitions, axiomes, postulats) à partir desquels toutes les autres propositions peuvent être démontrées.
Les axiomes se forment quand nous trouvons dans un concept des caractères sans lesquels la chose ne peut tout simplement pas être pensée.
Les postulats sont des tâches ou des problèmes dont la solution est immédiatement évidente ; « ils représentent des possibilités ou faisabilités qui sont universelles, inconditionnées et pensables en soi. ».
Les axiomes et les postulats doivent avoir en eux-mêmes le critère de leur possibilité. Le critère positif réside dans le fait qu’ils sont pensables en soi ; leur critère négatif est l’absence de contradiction.
Dans l’Architectonique Lambert indique les sciences a priori qui résultent de ces combinaisons : l’arithmétique (§77-78) qui a pour objet l’unité et donc le nombre ; la géométrie (§79-82) qui traite de l’espace (ou étendue) ; la chronométrie (§83-84) qui est la mesure du temps ; la phoronomie (§85-86) qui, en combinant l’espace et le temps, étudie le mouvement ; à l’étudie de la solidité (§87-93) doit être jointe la connaissance des forces (§94-102) qui est l’objet de la dynamique. L’ontologie (§103-107) est la science de l’existence ; l’étude de la conscience dans son rapport à la vérité (§108-109) fait partie de l’aléthiologie ; la théorie du bien (§110-112) est appelée agathologie. La notion d’identité requiert une théorie à part qui est exposé dans la quatrième section de l’Architectonique.

#### L’idéal de la connaissancea priori

##### Le domaine de la vérité logique
L’ensemble de toutes les possibilités qui résultent de toutes les combinaisons possibles entre concepts simples constituent ce que Lambert nomme l’empire (Reich) ou domaine de la vérité. En lui se trouve contenu « le système complet de tous les concepts, propositions et relations » dont la possibilité est conditionnée par leurs liaisons et combinaisons mutuelles. Le nombre de combinaisons possibles étant illimité, l’étendue du domaine de la vérité est potentiellement infinie. Il est à noter toutefois que le possible s’étend encore au-delà du domaine de la vérité, car il y a des possibilités qui sont proprement impensables (ex. les nombres imaginaires) mais qui peuvent néanmoins faire l’objet d’un traitement symbolique.
La « vérité » est la cohérence universelle de toutes les connaissances a priori. Le principe de non-contradiction soutient la cohérence du système. Il en résulte plusieurs conséquences : les concepts simples et les possibilités universelles (axiomes et postulats) qui sont contenues en eux forment la base du système ; les possibilités admises dans le système dérivent toutes de possibilités originaires ; il y a des combinaisons qui sont impossibles parce que contradictoires ; aucune vérité ne peut dans ce système en contredire d’autres ; toutes les vérités coexistent donc harmonieusement entre elles.

##### Le domaine de la vérité métaphysique
Tous les concepts qui sont en soi pensables resteraient des concepts purement idéaux (donc vides) s’ils ne représentaient pas quelque chose de réel. Le système du vrai en tant qu’il est fondé uniquement sur le principe de non-contradiction est le domaine de la « vérité logique » ; mais il est nécessaire d’ajouter à ce principe quelque chose de plus pour que le pensable soit quelque chose de « réellement » possible : la « possibilité d’exister ». C’est ainsi que se constitue le domaine de la « vérité métaphysique ». 
« De même que la vérité logique est la frontière entre ce qui est simplement symbolique et ce qui est pensable, la vérité métaphysique est la frontière entre ce qui est simplement pensable et ce qui est effectif ou catégoriquement réel ».
On peut se demander jusqu’où s’étend le domaine de la vérité métaphysique. Si ses limites coïncidaient avec celle du domaine de la vérité logique, il faudrait conclure que les principia cognoscendi se confondent avec les principia essendi. La question est en réalité de savoir comment la vérité logique peut se transformer en vérité métaphysique. Deux conditions sont requises : d’une part il faut un sujet pensant qui pense la chose comme existant (condition subjective) ; d’autre part la possibilité d’existence de la chose elle-même doit être l’objet du pensable (condition objective). Ces deux conditions sont réunies si l’on admet Dieu comme l’Être par lequel toute chose est possible (pensable) mais aussi par lequel toute chose peut exister. La vérité logique devient métaphysique parce qu’elle est pensée par Dieu et parce que sa possibilité d’exister est fondée en Dieu. « Les vérités sont le principium cognoscendi de l’existence de Dieu et Dieu est le principium essendi des vérités ».

##### Passage de la vérité métaphysique à la réalité effective
Mais la possibilité d’existence n’est pas l’existence elle-même, pas plus que la vérité métaphysique n’est la réalité effective (Wirklichkeit). Alors que le domaine de la vérité logique ne peut être saisi dans sa totalité que par un entendement infini et que le domaine de la vérité métaphysique suppose la toute-puissance divine, l’existence effective (actualisation de la possibilité d’exister) se rapporte à la volonté même de Dieu. Le passage de la possibilité d’exister à l’existence réelle dépend d’un acte de volonté qui contient la raison de son effectivité.
S'inspirant de la philosophie de Leibniz, Lambert admet une infinité de mondes possibles ; toutefois « un seul » est « réel ». Si le passage du possible au réel dépend d’un acte de volonté divine et que la volonté tend vers le bien, il s’ensuit que le monde réel est le meilleur des mondes possibles. D’après cette théorie le monde réel devrait être connu a priori à partir de considérations téléologiques. « Dieu veut ce qui est réel et bon et n’admet de limite au réel et donc à la perfection qu’au nom du réel et de la perfection. ».
Il y a donc trois domaines de vérité (logique, métaphysique, morale) qui se rapportent à un même principe originaire. Si ce principe pouvait être connu et s’il était possible d’en déduire d'après des règles téléologiques le monde réel, l’idéal de la connaissance a priori serait atteint. Otto Baensch reconnaît cependant que les réflexions théologico-métaphysiques de Lambert souffrent d’une grande obscurité.

#### Les limites de la connaissancea priori
L’esquisse de l’idéal de la connaissance pure s’accompagne nécessairement de la conscience de ses limites. Pour Lambert il est bien évident qu’aucun homme ne peut s’engager dans le calcul de la somme optimale de tous les effets divins. Il faudrait en effet pour cela que la téléologie soit scientifiquement établie. Or tant qu'il ne sera pas possible de « comparer chacune des fins de la Création avec les autres », de « définir leurs rapports de subordination » et de « déterminer leurs restrictions et exceptions », chacun s’arrogera d’accorder ou de refuser comme il l’entend les preuves téléologiques. Ainsi, sans des preuves téléologiques rigoureusement établies, « la détermination de l’existence à partir de la connaissance a priori » est hors de portée de l’entendement humain. Celui-ci reste limité au domaine de la vérité métaphysique, c’est-à-dire des possibilités d’existence. L’idée selon laquelle il serait possible de connaître a priori le réel doit être abandonnée ; la connaissance a priori conduit mais uniquement à la connaissance du possible.

## Postérité

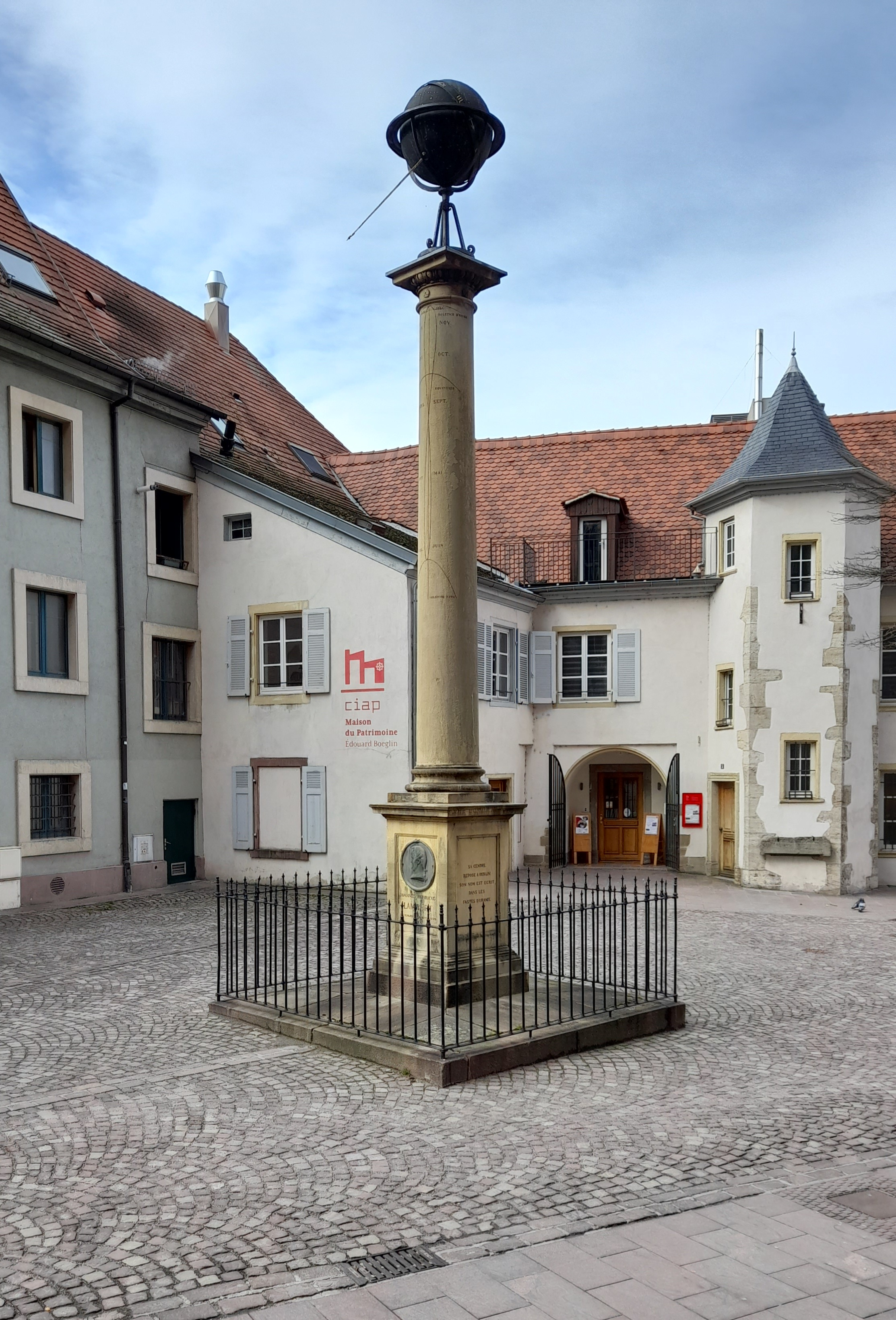
La colonne Lambert sur la place Lambert à Mulhouse.

Sa ville natale de Mulhouse perpétue sa mémoire de plusieurs façons : une colonne érigée à côté du temple Saint-Étienne, le lycée Jean-Henri Lambert de Mulhouse, une école doctorale de l'université de Haute-Alsace.
Il y a une allée Jean-Henri Lambert au Mée-sur-Seine.
L'astéroïde (187) Lamberta a été nommé en son honneur.

## Publications de Lambert
- Liste de Maarten Bullynck (environ 150 titres), ordre chronologique ou ordre thématique
- Liste de l'Académie de Berlin (51 titres)
- Liste de la bibliothèque de la Berlin-Brandenburgischen Akademie der Wissenschaften (14 p.)

### Publications en ligne
- Publications disponibles par e-rara
- Publications disponibles par Gallica
- Publications disponibles par l'université de Strasbourg
- Publications disponibles par Google Livres
- Mémoire sur quelques propriétés remarquables… (1761), démonstration de l’irrationalité de π, en ligne et analysé sur BibNum.
- Notes sur l'Université de Haute Alsace

### Écrits scientifiques
- Les propriétés remarquables de la route de la lumière par les airs et en général par plusieurs milieux réfringens, sphériques et concentriques. (La Haye, 1758).
- Die freye Perspective, oder Anweisung, jeden perspektivischen Aufriß von freyen Stücken und ohne Grundriß zu verfertigen sur Google Livres, Zurich, Heidegger, 1759 ; La perspective affranchie de l'embarras du plan géométral [sic], Zuric [sic], 1759 (numérisation e-rara) ; réédition en allemand de 1774 (numérisation e-rara).
- Photometria sive de mensure et gradibus luminis colorum et umbra. (Bâle, 1760) ; traduction française : Photométrie ou de la mesure et de la gradation de la lumière, des couleurs et de l'ombre, Paris, L'Harmattan, 1997 .
- Insigniores orbitae cometarum proprietates. (Bâle, 1761).
- Cosmologische Briefe über die Einrichtung des Weltbaues, Augsbourg, 1761 (numérisation e-rara).
- Beyträge zum Gebrauche der Mathematik und deren Anwendung. 3 Bände (« volumes ») (Berlin, 1765, 1770, 1772).
- Anmerkungen über die Gewalt des Schiesspulvers und den Widerstand der Luft. (Dresde, 1766) .
- Zusätze zu den logarithmischen und trigonometrischen Tabellen, zur Erleichterung und Abkürzung der bey Anwendung der Mathematik vorfallenden Berechnungen (Berlin, 1770).
- Beschreibung einer mit Calauischem Wachse ausgemalten Farben-Pyramide, wo die Mischung jeder Farbe aus weiß und drey Grundfarben angeordnet, dargelegt und derselben Berechnung und vielfacher Gebrauch gewiesen wird (Berlin, 1772).
- Pyrometrie oder vom Maaße des Feuers und der Wärme (Berlin, 1779).

### Écrits philosophiques
- Philosophische Schriften, 10 volumes en 13 tomes. Édités par Werner Arndt et Lothar Kreimendahl, Hildesheim, Georg Olms, 1965-2008.
- Neues Organon oder Gedanken über die Erforschung und Bezeichnung des Wahren und dessen Unterscheidung vom Irrthum und Schein. (Leipzig, 1764) Bd. 1, Bd. 2.
- Anlage zur Architektonik oder Theorie des Einfachen und Ersten in der philosophischen und mathematischen Erkenntniß. (Hartknoch, Riga, 1771) Bd.1 Bd.2.
- Logische und Philosophische Abhandlungen. Hrsg. von (« édité par ») Joh. Bernoulli. 2 Bände (« volumes ») (Dessau, 1782 et 1784).
- Deutscher gelehrter Briefwechsel. Hrsg. von (« édité par ») Joh. III Bernoulli. 5 Bände (« volumes ») (Berlin, 1782–1785).

- Observations sur quelques dimensions du monde intellectuel, (1763) dans Histoire de l'Académie Royale des Sciences et des Belles-Lettres de Berlin, Haude et Spener, Berlin, 1770 .
- Discours de réception : Des secours mutuels que peuvent se prêter les Sciences solides et les Belles-Lettres, (1765) dans Histoire de l'Académie Royale des Sciences et des Belles-Lettres de Berlin, Haude et Spener, Berlin, 1767 .
- Essai de Taxéométrie, ou sur la mesure de l'Ordre, (1770) dans Histoire de l'Académie Royale des Sciences et des Belles-Lettres de Berlin, Voss, Berlin, 1772 .
- Examen d'une espèce de superstition ramenée au calcul des probabilités, (1771) dans Histoire de l'Académie Royale des Sciences et des Belles-Lettres de Berlin, Voss, Berlin, 1773 .

- Johann Heinrich Lambert, Texte zur Systematologie und zur Theorie der wissenschaftlichen Erkenntnis, (mit einer Einleitung von (« avec une introduction de ») Geo Siegwart), Felix Meiner Verlag, Hambourg, 1988, CI + 160p..

### Traductions
- Nuovo Organo, Traduzione e introduzione di Raffaele Ciafardone, Laterza, Bari, 1977.
- Disegno dell’architettonica o teoria del semplice e del primo nella conoscenza filosofica e nella conoscenza matematica, a cura di Raffaele Ciafardone, Orthotes éditrice, Naples-Salerne, 2012.
- Jean-Henri Lambert, Nouvel organon. Phénoménologie, Paris, Vrin, 2002 (traduction de la quatrième section du Neues organon).